# Enrique Menéndez Pelayo
Enrique Menéndez Pelayo (Santander, 8 de diciembre de 1861-Santander, 22 de agosto de 1921) fue un escritor y médico español, hermano del erudito Marcelino Menéndez Pelayo.

## Biografía
Nació el 8 de diciembre de 1861 en el municipio cántabro de Santander; hijo de Marcelino Menéndez Pintado, catedrático de Matemáticas en el Instituto de Santander y alcalde de la ciudad durante el bienio progresista, y de María Jesús Pelayo y España; tuvo tres hermanos: Marcelino, Jesusa y Agustín.
Estudió en el Instituto Provincial de su ciudad y se licenció en Medicina tras sus estudios en Valladolid y Madrid en 1883. Fue cirujano en el hospital de San Rafael entre 1885 y 1894, aunque la literatura le atrajo más que la medicina. Comenzó escribiendo en la prensa (El Atlántico, El Aviso, Santander-Crema, El Diario Montañés) utilizando varios seudónimos de los que "Casa-Ajena" es el más conocido. Cultivó todos los géneros literarios: la lírica, el periodismo, la narrativa y el teatro. Escribió biografías literarias de escritores montañeses en De Cantabria (Amós de Escalante, Tomás Campuzano, Adolfo de la Fuente, Ángel de los Ríos, Fernando Pérez del Camino y José María de Pereda). En junio de 1904 fue nombrado correspondiente de la Real Academia de la Historia y formó parte de la Comisión Provincial de Monumentos Históricos de Santander. Fue el primer bibliotecario del legado de su hermano Marcelino, y presidente honorario de la Sociedad Menéndez Pelayo, constituida el 16 de octubre de 1918 en Santander presidida por Carmelo de Echegaray y con Miguel Artigas como secretario. Fue amigo de José María de Pereda y del joven Gerardo Diego. Ciego en sus últimos años, siguió trabajando sin embargo en la biblioteca santanderina de su hermano y dejó el libro póstumo Memorias de uno a quien no sucedió nada, su autobiografía, donde sobrelleva con humor la enorme fama que llegó a alcanzar su hermano. Sus amigos, que imprimieron este libro en 1922, le dedicaron también Sobre la tumba de Enrique Menéndez Pelayo. Corona poética de sus amigos. Valladolid, Viuda de Montero, 1924. Falleció en Santander en agosto de 1921.
Tuvo por maestros a Amós de Escalante en la poesía y a José María de Pereda en la novela. Obras suyas son el Romancero de una aldeana (Santander, 1900), Cuentos y trazos (Madrid, 1905), La Golondrina, novela (1906), Cancionero de la vida quieta (1915) y Del mismo tronco, comedia (1910).

## Obras

### Lírica
- Poesías (1886)
- Romancero de una aldeana (1892)
- Vía Crucis nuevo (1907)
- Cancionero de la vida quieta (1915)

### Narrativa
- Desde mi huerto (1890)
- A la sombra de un roble (1900)
- Cuentos y trazos (1905)
- El idilio de la Robleda (1908)
- Interiores (1910)
- La golondrina (1904).

### Teatro
- Las noblezas de don Juan, estrenada en el Teatro de la Comedia de Madrid el 18 de marzo de 1900.
- Alma de mujer, estrenada en el Teatro Principal de Santander el 27 de enero de 1904.
- Rayo de luna (1905)
- Del mismo tronco (1910)
- Los albaricoques, inédita.
- Un buen partido, inédita.
- La reina de la fiesta, inédita.

### Otros textos
- De Cantabria (1890).
- Memorias de uno a quien no sucedió nada (1922, póstuma, reimpresa por Benito Madariaga de la Campa en Santander, Ediciones de la librería Estvdio, 1983).